# عمر سانت أندريه
عمر سانت أندريه (بالإسبانية: Omar Saint Andre) هو لاعب كرة قدم مكسيكي في مركز الوسط، ولد في 14 يونيو 1996 في تامبيكو في المكسيك. لعب مع استوديانتس دي التاميرا ‏.